# Prilly-Malley
Prilly-Malley (fr. Halte de Prilly-Malley) – przystanek kolejowy w Prilly, w kantonie Vaud, w Szwajcarii. Położony jest tuż obok hali sportowej Patinoire de Malley.

## Położenie
Przystanek leży na linii Lozanna – Genewa (150), pomiędzy stacjami Renens i Lausanne.

## Historia
Budowa tego przystanku jest częścią projektu rozwoju zachodniej Lozanny, schéma directeur de l'Ouest lausannois (SDOL) 1. Łączny koszt realizowanego projektu miał wynieść do 80 mln franków, które ostatecznie wyniosły 65 mln franków, podzielone równo między kanton Vaud i Państwo. Prace, które rozpoczęły się 1 grudnia 2008, trwały 3,5 roku. Stacja została oficjalnie otwarta 29 czerwca 2012 przez deputowanego François Marthaler, dla którego był to ostatni dzień jako członka władzy wykonawczej kantonu Vaud. Pierwszy pociąg, ozdobiony wieńcami zatrzymał się na przystanku o godzinie 10:39.

## Linie kolejowe
- Lozanna – Genewa
- Lozanna – Vallorbe